# 럭키삐에로
럭키삐에로(일본어: ラッキーピエロ 랏키피에로[*], 영어: Lucky Pierrot)는 일본 하코다테시를 중심으로 하는 햄버거 체인점이다.